# Una strana coppia di suoceri
Una strana coppia di suoceri è un film del 1979, di Arthur Hiller, con Peter Falk e Alan Arkin.

## Trama
Sheldon Kornpett è un dentista di origine ebrea: solo poco prima delle nozze della figlia, fa la conoscenza con il consuocero Vince, agente della CIA sotto copertura e un po' matto, il quale lo trascina in una rocambolesca avventura in America Latina.

## Produzione

### Cast
Il film rappresenta l'esordio sul grande schermo dell'allora ventiquattrenne David Paymer.

## Remake
- Matrimonio impossibile (2003)